# Geheime Reichssache (Film)
Geheime Reichssache ist ein deutsch-österreichischer Fernsehzweiteiler aus dem Jahr 1988, der am 10. und 11. Dezember 1988 im Bayerischen Fernsehen zum ersten Mal gesendet wurde, am 15. und 16. Dezember im ORF sowie im Folgejahr auch in der ARD. Regie führte Michael Kehlmann nach einem Drehbuch von Edmund Wolf.
Der Spielfilm behandelt die Ereignisse der Blomberg-Fritsch-Krise des Jahres 1938, in deren Verlauf sowohl der Reichskriegsminister Werner von Blomberg als auch der Oberbefehlshaber des Heeres Werner von Fritsch ihre Ämter aufgeben mussten. Hitler bildete nach ihrem Abgang eine neue, ganz auf seine Bedürfnisse zugeschnittene Wehrmachtsspitze. Das Amt des Reichskriegsministers ließ er dabei unbesetzt, übernahm aber dessen Kompetenzen. Als eine Art militärisches Büro schuf er für sich das Oberkommando der Wehrmacht, das er mit General Wilhelm Keitel besetzte. Neuer Oberbefehlshaber des Heeres wurde Generaloberst Walther von Brauchitsch.
Der Film führt die Ereignisse sehr stark auf Intrigen Hermann Görings und der SS unter Heinrich Himmler und Reinhard Heydrich zurück, die – jeweils durchaus eigene Interessen verfolgend – in Blomberg und Fritsch vor allem institutionelle Konkurrenten sahen, während Hitler – so die Eingangssequenz des Filmes – auf die Intrigen gegen die Wehrmachtsführung eingegangen sei, weil Blomberg und Fritsch seine Kriegsabsichten nicht entschlossen genug mitgetragen hätten.

## Vorgeschichte des Dokumentarfilms
Edmund Wolf hatte mit seinen akribischen Vorarbeiten bereits im Jahr 1981 begonnen, beabsichtigte aber zunächst eine 12-teilige Dokumentarreihe unter dem Titel „Hitler und die Generale“. In den jeweils einstündigen Porträts sollten neben Blomberg und Fritsch unter anderem auch Erwin Rommel und Claus Graf Schenk von Stauffenberg dargestellt werden. Ende Oktober 1983 waren alle zwölf vom Bayerischen Rundfunk in Auftrag gegebenen Drehbücher fertiggestellt. Wolf hatte hierzu umfangreiche Studien, auch in verschiedenen Archiven, betrieben sowie noch lebende Zeitzeugen befragt. Vom BR wurde Wolf jedoch immer wieder zum Umschreiben und zu Kürzungen gedrängt. Schließlich wurde das Projekt auf die Generale Blomberg und Fritsch begrenzt, da aus ihrem Schicksal, so Wolf, „der ganze Verlauf der kommenden Jahre herausgelesen werden konnte“.

## Handlung

### Erster Teil, Untertitel: „Zwei aus dem Weg“
Der erste Teil des Filmes setzt ein mit der Konferenz vom 5. November 1937 in der Reichskanzlei, bei der Hitler erstmals vor der militärischen Führung des Reiches (Blomberg, Fritsch, Göring) und Reichsaußenminister Konstantin von Neurath seine Kriegsabsichten gegen die Tschechoslowakei offenbarte (vgl. Hoßbach-Niederschrift). Da Blomberg und Fritsch in diesem Fall auch einen Krieg mit den Westmächten für unausweichlich halten, widersprechen sie Hitler, während Göring und Neurath schweigen. Hitler beklagt sich später gegenüber Göring über die unkriegerische Haltung der beiden Generale. Göring arbeitet in der Folge auf den Sturz Blombergs hin, um selbst dessen Posten zu übernehmen.
Dabei kommt Göring die Eheschließung des Witwers Blomberg mit der jungen Luise Margarethe „Eva“ Gruhn zu passe, die wegen eines Sittlichkeitsdeliktes in jungen Jahren (Pornographie) vorbestraft ist. Blomberg, der nur unkonkret von einer „gewissen Vergangenheit“ seiner Braut weiß und an einige simple Affairen glaubt, verrät dies Göring vertrauensselig und bittet um Vermittlung bei Hitler, da er zunächst nur die Kritik seiner Generalskollegen mit ihrer verstaubten Ehrauffassungen fürchtet. Göring ermutigt Blomberg, während er hinter dessen Rücken mit Himmler und Heydrich in Carinhall konferiert, wie man Blomberg und zugleich dessen potentiellen Nachfolger von Fritsch loswerden könne. Heydrich weist dabei auf einen Aktenvorgang aus dem Jahr 1936 hin, als ein Protokoll über Fritsch erstellt wurde, in dem diesem damals noch strafbare homosexuelle Handlungen nach § 175 RStGB vorgeworfen werden. Das Protokoll sei damals auf Befehl Hitlers vernichtet worden, es habe sich aber, so Heydrich zynisch-ironisch, noch eine Abschrift erhalten.
Auf mehr oder weniger verschlungenen Pfaden lancieren Göring und die SS nun die brisanten Informationen über Blomberg und Fritsch an Hitler, der sich in eine gewollte Empörung hineinsteigert und zunächst Blomberg vor die Alternative von Amtsverlust oder Annullierung der Ehe stellt. Göring, der als Überbringer der Nachricht fungiert, verschweigt Blomberg die Möglichkeit, bei einer Aufhebung der Ehe im Amt zu bleiben. Blomberg entscheidet sich daher für seine Ehefrau und Hitler lässt Blomberg fallen. Blomberg hingegen, der Hitler verehrt, glaubt an Intrigen seitens der Generalität.
Da von Fritsch als im Heer allgemein geachteter Oberbefehlshaber der gegebene Nachfolger wäre, stürzt sich Hitler nun auf das von der SS fingierte Protokoll von 1936. Er redet sich vor Oberst Hoßbach, der als Heeresadjutant ein Verbindungsmann zwischen „Führer“ und Oberbefehlshaber des Heeres ist, in Rage und hält nun das 1936 vernichtete Dokument angeblich für echt. Er verbietet Hoßbach außerdem, Fritsch bereits jetzt zu informieren. Auf Hoßbachs Einwände erwidert er beschwörend: „Hoßbach, Ihr Gewissen bin ich!“
Bei einem Zusammentreffen zwischen Hitler, Fritsch, Göring und Hoßbach, bei dem auch ein angeblicher Belastungszeuge auftritt, verteidigt sich Fritsch ungeschickt, während Hitler sein Ehrenwort verwirft und ein Verhör durch die Gestapo ansetzt – eine rechtswidrige Prozedur, da Fritsch als Angehöriger der Wehrmacht Anspruch auf die Untersuchung durch die Wehrmachtsjustiz hat.
Inzwischen rät Blomberg, der nur noch pro forma im Amt ist, Hitler dazu, den Posten des Reichskriegsministers unbesetzt zu lassen, damit werde Hitler „de jure und de facto Oberbefehlshaber der Wehrmacht“. Für die „erforderliche Stabsarbeit“ empfiehlt Blomberg ihm Wilhelm Keitel, dieser sei, so Blomberg zwar „kein Feldherr, aber ein guter Bürochef“ und „rückhaltlos“ loyal. Hitler ist von dem Vorschlag sichtlich angetan. Für den Kriegsfall verspricht er Blomberg eine herausgehobene Verwendung.
Der erste Teil des Filmes endet mit einem gemeinsamen Ausritt des geschassten Oberbefehlshabers Fritsch mit dem regimekritischen Joachim von Stülpnagel. Dieser zieht als Fazit, Hitler stehe nun allein auf der Bühne der deutschen Politik „mit Benzinkanister und brennender Lunte, allmächtig genug, die Welt anzuzünden“.

### Zweiter Teil, Untertitel: „Bis zum letzten Mann“
Der zweite Teil stellt die Nachwehen der Affäre dar, darunter vor allem den Prozess gegen Fritsch vor dem Reichskriegsgericht, und beginnt mit dessen letztem Amtstag, an dem Fritsch sowohl einen Militärputsch als auch ein Vorgehen der Heeresgenerale gegen das Regime ablehnt, da er einen Bürgerkrieg befürchtet. Es folgt eine Szene, in der Hitler die Krise vor der militärischen Führung (ohne Blomberg und Fritsch) in seinem Sinne darstellt, während im Radio die offizielle Darstellung erfolgt, wonach lediglich ein Revirement im Sinne einer optimierten Führungsstruktur des Reiches erfolgt sei.
Ermittlungen durch Kriegsgerichtsrat Dr. Bürron und Fritschs Anwalt von der Goltz führen schließlich auf die Spur eines Rittmeisters Achim von Frisch, der tatsächlich von dem Zeugen Otto Schmidt beobachtet und erpresst wurde. Damit konfrontiert behauptet Schmidt, auch unter Druck der Gestapo, er habe sowohl Fritsch als auch Frisch bei homosexuellen Handlungen beobachtet und erpresst. Trotz dieser Wendung besteht Hitler auf der Durchführung des Prozesses und droht Himmler mit Konsequenzen, falls Fritsch freigesprochen werden.
Als das Kriegsgericht unter Leitung Görings zusammentritt, wirkt dieser zunächst auf eine Verurteilung Fritschs hin. Durch von der Goltz scharf verhört, verwickelt sich der Belastungszeuge Schmidt in immer neue Widersprüche. Aus Anlass des „Anschlusses“ von Österreich wird die Verhandlung unterbrochen. Fritsch spekuliert gegenüber einem Vertrauten, Göring habe diesen außenpolitischen Coup auch deshalb eingefädelt, um die unzufriedene Generalität von dem beschämenden Verfahren gegen Fritsch abzulenken.
Als der Prozess später fortgesetzt wird, hat sich Görings Verhandlungsführung auffällig gewandelt: da ein Freispruch für Fritsch nach dem militärischen Erfolg der Besetzung Österreichs einen Gutteil seiner Brisanz verloren hat, übt er nun selbst Druck auf den Zeugen Schmidt aus, nachdem zuvor schon weitere Zeugen (unter anderem Achim von Frisch) die Anklage immer stärker ins Wanken gebracht haben. Fritsch wird nun freigesprochen und mit der Ernennung zum Chef des Artillerieregiments Nr. 12 als symbolischer Minimalgeste Hitlers abgefunden. In einer erneuten Rede vor der militärischen Führung (erneut ohne Fritsch) stilisiert sich Hitler selbst zum eigentlichen Opfer der Affäre, das „schändlich belogen“ worden sei. Die Szene endet mit stürmischen Heil-Rufen der Generale auf Hitler.
In einem nachdenklichen Gespräch mit seinem Nachfolger Brauchitsch sinniert Fritsch über die von ihm nicht genutzte Möglichkeit, das Regime durch einen Akt des Widerstands zu erschüttern und ob die Geschichte ihm sein Verhalten einmal danken werde. Die deutschen Chancen in einem Krieg gegen die Tschechoslowakei, den beide als direkt bevorstehend ansehen, beurteilt Fritsch finster; zugleich orakelt er über seinen Tod, durch den er das bittere Ende von Hitlers „unabänderlichen Entschlüssen“ nicht mehr erleben müsse. Der Tod Fritschs an der Front im Verlauf des Überfalls auf Polen wird als Freitod dargestellt: Fritsch läuft hocherhobenen Hauptes in polnisches Gewehrfeuer. Originalaufnahmen aus der Wochenschau zeigen das Staatsbegräbnis Fritschs, das Hitler sich im Radio anhört.
In mehreren kurzen Szenen wird auch das Leben Blombergs auf Reisen im Ausland und in den letzten Kriegsjahren im Allgäu gezeigt. Blomberg bewundert dabei zunächst die Erfolge Hitlers und hofft auf seine Wiederverwendung. Bei einem Kinobesuch Blombergs werden weitere Originalaufnahmen der deutschen Kriegsberichterstattung gezeigt, möglicherweise auch aus dem Film „Sieg im Westen“. Die dabei gezeigten Bilder französischer Kolonialtruppen kommentiert Blomberg in rassistischer Weise. Die Hissung der Hakenkreuzflagge auf dem Eiffelturm und Hitlers Siegesfeier in Berlin führt zu Heil-Rufen im Publikum; auch Blomberg erhebt sich. Kurz danach thematisieren zwei Szenen mit Blomberg Stalingrad und die Bombardierungen der Alliierten.
Es folgt die Verhaftung und Vernehmung Blombergs durch die Amerikaner. Ein Arzt in der Haft spricht kurz die Ermordung von Millionen Juden an. Blomberg verharmlost in den Verhören seine Rolle und die Verbrechen der Nazis in seiner Amtszeit. Die Männer des 20. Juli 1944 seien für ihn damals „Meuterer und Verräter“ gewesen. In der Haft verschlechtert sich Blombergs Gesundheit zusehends. Er stirbt am 13. März 1946 an Krebs nach einem letzten Besuch seiner Frau. Auf dem Gang des Krankenhausgefängnisses erkennt ein Offizier sie als Frau Blombergs. Es entspinnt sich ein Dialog: Blomberg habe auch Hitler hochgejubelt, woraufhin ein weiterer Häftling nachdenklich fragt: „Wer nicht?“

## Kritik
Der „hochkarätig“ besetzte Film, der weitgehend auf Außenaufnahmen verzichtet, wirkt über weite Strecken wie ein Kammerspiel, was auch daran liegen könnte, dass der Regisseur Kehlmann sich auch als Theaterregisseur, unter anderem am Burgtheater in Wien, einen Namen gemacht hatte. Dort wirkte auch der Hauptdarsteller Alexander Kerst, während Hans Schulze bei den Salzburger Festspielen mitwirkte und später Direktor der Schauspielschule Bochum wurde.
„Ein […] Verdienst [des Films] ist die exakte Recherche und der genaue Dialog […]; er enthält Spannungseffekte von kriminialistischer Qualität. Was an der Schilderung […] fesselt, ist die Verbindung von zeitloser Brisanz und zeitgebundener Couleur.“

- Süddeutsche Zeitung

## Hintergrund
Adolf Hitler wird in dem Film von dem jüdischen Schauspieler Michael Degen verkörpert. Für die „Jüdische Allgemeine“ ist dies ein „(e)in hübscher Fall von poetischer Gerechtigkeit. Denn wäre es nach dem »Führer« gegangen, hätte Michael Degen das Jahr 1943 nicht überlebt. Er war elf Jahre alt, als die verbliebenen Berliner Juden vom Bahnhof Grunewald aus in die Deportationszüge Richtung Auschwitz verfrachtet wurden. Mit seiner Mutter ging der Junge in den Untergrund. Sein Vater, ein Professor, war drei Jahre zuvor an den Folgen von Folter im KZ Sachsenhausen gestorben.“
Reinhard Heydrich stellt in dem Zweiteiler Dietrich Mattausch dar, der bereits vier Jahre zuvor, in dem ebenfalls kammerspielartigen deutschen Fernsehfilm Die Wannseekonferenz, denselben Part übernommen hatte.

## Auszeichnungen
Edmund Wolf erhielt für das Drehbuch zum Film 1989 den DAG-Fernsehpreis.